# 360762 FRIPON
360762 FRIPON este o planetă minoră (asteroid) din centura de asteroizi. A fost descoperită pe 4 ianuarie 2005 la Vicques⁠(d) de Jura-Observatorium⁠(d) și a fost numită după Fireball Recovery and InterPlanetary Observation Network⁠(d). 
Obiectul prezintă o orbită caracterizată de o semiaxă mare de 2,4390509501836 UAi, o excentricitate de 0,16, o înclinație de 2,1 ° în raport cu ecliptica.